# Panderejo
Panderejo is een bestuurslaag in het regentschap Banyuwangi van de provincie Oost-Java, Indonesië. Panderejo telt 4108 inwoners (volkstelling 2010).